# Geodena camerunensis
Geodena camerunensis es una especie de polilla de la familia Geometridae, descrita por primera vez por el entomólogo francés Claude Herbulot en 1989, con distribución en Camerún, Malaui y la Guinea Ecuatorial.